# João Paulo Schmalz
João Paulo Schmalz ou Johann Paul Schmalz (Nidau, 5 de maio de 1844 — 31 de julho de 1915) foi um orquidófilo e político brasileiro, nascido na Suíça.
Filho de Albrecht Gabriel Shcmalz e de Margaretha Zenger Schmalz.
Exerceu, entre 7 de janeiro de 1883 e 7 de janeiro de 1887 a presidência da Câmara Municipal de Joinville, com funções executivas outorgadas futuramente a prefeitos.
Foi superintendente municipal de Joinville, cargo atualmente correspondente a prefeito municipal, entre 23 de abril de 1894 e 16 de abril de 1895.
Foi deputado estadual da 1ª legislatura de Santa Catarina (1894 — 1895).

### Informações Biográficas
Schmalz atuou em Joinville como serralheiro e dirigiu por 32 anos a usina de açúcar e álcool do Duque D'Aumale, irmão do Príncipe de Joinville. Ele foi Juiz de Paz em vários períodos, e mestre da "Deutscher Turnverein zu Joinville", a Sociedade Ginástica. Schmalz também foi Tenente-Coronel da Guarda Nacional. Dedicado às ciências naturais, Schmalz fez apontamentos sobre insetos locais e se tornou orquidófilo, conseguindo cruzar mais de 30 híbridos.
João Paulo Schmalz faleceu em 31 de julho de 1915.